# Romênia nos Jogos Olímpicos de Inverno de 2018
A Romênia participou dos Jogos Olímpicos de Inverno de 2018, realizados na cidade de Pyeongchang, na Coreia do Sul.
O país fez sua vigésima primeira aparição em Olimpíadas de Inverno, sendo que participa regularmente desde os Jogos de 1964, em Innsbruck. Sua delegação foi composta por 27 atletas que competiram em oito esportes.

## Desempenho

### Biatlo
Feminino
| Atleta      | Evento     | Final   | Final       | Final   |
| Atleta      | Evento     | Tempo   | Penalidades | Posição |
| ----------- | ---------- | ------- | ----------- | ------- |
| Éva Tófalvi | Velocidade | 25:20.0 | 4 (2+2)     | 81º     |
| Éva Tófalvi | Individual | 52:13.7 | 7 (1+2+4+0) | 84º     |

Masculino
| Atleta                                              | Evento      | Final     | Final       | Final   |
| Atleta                                              | Evento      | Tempo     | Penalidades | Posição |
| --------------------------------------------------- | ----------- | --------- | ----------- | ------- |
| George Buta                                         | Individual  | 51:55.6   | 1 (0+0+1+0) | 37º     |
| Remus Faur                                          | Velocidade  | 26:03.3   | 1 (0+1)     | 68º     |
| Remus Faur                                          | Individual  | 55:01.5   | 4 (0+0+0+4) | 74º     |
| Gheorghe Pop                                        | Velocidade  | 28:04.4   | 5 (2+3)     | 86º     |
| Gheorghe Pop                                        | Individual  | 54:40.1   | 3 (2+0+1+0) | 69º     |
| Cornel Puchianu                                     | Velocidade  | 25:52.7   | 1 (1+0)     | 60º     |
| Cornel Puchianu                                     | Perseguição | 39:37.6   | 5 (1+1+2+1) | 58º     |
| Cornel Puchianu                                     | Individual  | 53:12.1   | 4 (0+2+0+2) | 55º     |
| Marius Ungureanu                                    | Velocidade  | 28:59.1   | 4 (2+2)     | 87º     |
| George Buta Remus Faur Gheorghe Pop Cornel Puchianu | Revezamento | 1:22:51.1 | 10 (1+9)    | 14º     |

### Bobsleigh
Feminino
| Atleta                         | Evento | Final     | Final     | Final     | Final     | Final   | Final |
| Atleta                         | Evento | Descida 1 | Descida 2 | Descida 3 | Descida 4 | Total   | Pos.  |
| ------------------------------ | ------ | --------- | --------- | --------- | --------- | ------- | ----- |
| Maria Constantin Andreea Grecu | Duplas | 51.17     | 51.40     | 51.39     | 51.57     | 3:25.53 | 16º   |

Masculino
| Atleta                                                                            | Evento  | Final     | Final     | Final     | Final       | Final   | Final |
| Atleta                                                                            | Evento  | Descida 1 | Descida 2 | Descida 3 | Descida 4   | Total   | Pos.  |
| --------------------------------------------------------------------------------- | ------- | --------- | --------- | --------- | ----------- | ------- | ----- |
| Mihai Cristian Tentea Nicolae Ciprian Daroczi                                     | Duplas  | 49.69     | 49.72     | 49.93     | 49.64       | 3:18:98 | 18º   |
| Dorin Alexandru Grigore Florin Cezar Crăciun Levente Bartha Paul Septimiu Muntean | Equipes | 50.55     | 50.79     | 50.81     | Não avançou | 2:32.15 | 29º   |

### Esqui alpino
Feminino
| Atleta            | Evento         | Descida 1 | Descida 2 | Total   | Pos. |
| ----------------- | -------------- | --------- | --------- | ------- | ---- |
| Ania Monica Caill | Downhill       |           |           | 1:45.06 | 28º  |
| Ania Monica Caill | Slalom gigante | DNS       | DNS       | DNS     | DNS  |
| Ania Monica Caill | Super-G        |           |           | 1:25.74 | 36º  |

Masculino
| Atleta          | Evento         | Descida 1 | Descida 2 | Total   | Pos. |
| --------------- | -------------- | --------- | --------- | ------- | ---- |
| Alexandru Barbu | Slalom         | DNF       | DNF       | DNF     | DNF  |
| Alexandru Barbu | Slalom gigante | 1:19.74   | 1:17.40   | 2:37.14 | 55º  |

### Esqui cross-country
Feminino
| Atleta     | Evento                | Qualificatória | Qualificatória | Quartas     | Quartas     | Semifinal   | Semifinal   | Final       | Final       |
| Atleta     | Evento                | Tempo          | Pos.           | Tempo       | Pos.        | Tempo       | Pos.        | Tempo       | Pos.        |
| ---------- | --------------------- | -------------- | -------------- | ----------- | ----------- | ----------- | ----------- | ----------- | ----------- |
| Tímea Sára | 10 km livre           |                |                |             |             |             |             | 28:40.9     | 53º         |
| Tímea Sára | Velocidade individual | 3:48.84        | 61º            | Não avançou | Não avançou | Não avançou | Não avançou | Não avançou | Não avançou |

Masculino
| Atleta                                     | Evento                 | Qualificatória   | Qualificatória | Quartas       | Quartas     | Semifinal   | Semifinal   | Final       | Final       |
| Atleta                                     | Evento                 | Tempo            | Pos.           | Tempo         | Pos.        | Tempo       | Pos.        | Tempo       | Pos.        |
| ------------------------------------------ | ---------------------- | ---------------- | -------------- | ------------- | ----------- | ----------- | ----------- | ----------- | ----------- |
| Alin Florin Cioancă                        | 15 km livre            |                  |                |               |             |             |             | 36:31.9     | 43º         |
| Alin Florin Cioancă                        | Velocidade individual  | 3:22.22          | 47º            | Não avançou   | Não avançou | Não avançou | Não avançou | Não avançou | Não avançou |
| Paul Constantin Pepene                     | 15 km livre            |                  |                |               |             |             |             | 36:19.1     | 37º         |
| Paul Constantin Pepene                     | 30 km skiathlon        | Clássico 41:16.2 | 30º            | Livre 36:37.8 | 28º         |             |             | 1:18:20.4   | 24º         |
| Paul Constantin Pepene                     | 50 km clássico         |                  |                |               |             |             |             | 2:18:44.0   | 32º         |
| Alin Florin Cioancă Paul Constantin Pepene | Velocidade por equipes |                  |                |               |             | 16:52.38    | 9º          | Não avançou | Não avançou |

### Luge
Feminino
| Atleta              | Evento     | Final     | Final     | Final     | Final     | Final    | Final |
| Atleta              | Evento     | Descida 1 | Descida 2 | Descida 3 | Descida 4 | Total    | Pos.  |
| ------------------- | ---------- | --------- | --------- | --------- | --------- | -------- | ----- |
| Raluca Strămăturaru | Individual | 46.469    | 46.532    | 46.606    | 46.681    | 3:06.288 | 7º    |

Masculino
| Atleta                         | Evento     | Final     | Final     | Final     | Final       | Final    | Final |
| Atleta                         | Evento     | Descida 1 | Descida 2 | Descida 3 | Descida 4   | Total    | Pos.  |
| ------------------------------ | ---------- | --------- | --------- | --------- | ----------- | -------- | ----- |
| Valentin Crețu                 | Individual | 49.030    | 49.085    | 48.424    | Não avançou | 2:26.539 | 29º   |
| Andrei Turea                   | Individual | 49.482    | 48.489    | 49.314    | Não avançou | 2:27.285 | 31º   |
| Cosmin Atodiresei Ştefan Musei | Duplas     | 47.101    | 47.171    |           |             | 1:34.272 | 19º   |

Misto
| Atleta                                                            | Evento      | Final     | Final     | Final     | Final    | Final | Final |
| Atleta                                                            | Evento      | Descida 1 | Descida 2 | Descida 3 | Total    | Pos.  |       |
| ----------------------------------------------------------------- | ----------- | --------- | --------- | --------- | -------- | ----- | ----- |
| Raluca Strămăturaru Valentin Crețu Cosmin Atodiresei Ştefan Musei | Revezamento | 47.097    | 49.609    | 50.138    | 2:26.844 | 10º   |       |

### Patinação de velocidade
Feminino
| Atleta               | Evento | Final | Final |
| Atleta               | Evento | Tempo | Pos.  |
| -------------------- | ------ | ----- | ----- |
| Alexandra Ianculescu | 500 m  | 40.70 | 31º   |

### Salto de esqui
Feminino
| Atleta             | Evento                  | 1ª rodada | 1ª rodada | Final  | Final | Final |
| Atleta             | Evento                  | Pontos    | Pos.      | Pontos | Total | Pos.  |
| ------------------ | ----------------------- | --------- | --------- | ------ | ----- | ----- |
| Daniela Haralambie | Pista normal individual | 66.5      | 27º       | 84.3   | 150.8 | 25º   |

### Skeleton
| Atleta                | Evento    | Final     | Final     | Final     | Final       | Final   | Final |
| Atleta                | Evento    | Descida 1 | Descida 2 | Descida 3 | Descida 4   | Total   | Pos.  |
| --------------------- | --------- | --------- | --------- | --------- | ----------- | ------- | ----- |
| Maria Marinela Mazilu | Feminino  | 53.31     | 53.47     | 53.48     | 53.66       | 3:33.92 | 18º   |
| Dorin Dumitru Velicu  | Masculino | 51.91     | 51.55     | 52.02     | Não avançou | 2:35.40 | 24º   |

Legenda
| Recorde mundial      | Recorde mundial (World record)               |                       | Recorde africano                      | Recorde africano (African) |                                           | Q | Classificado por posição (Qualified) |
| Recorde olímpico     | Recorde olímpico (Olympic record)            | Recorde da América    | Recorde da América (Americas)         | q                          | Classificado por melhor tempo (Qualified) |   |                                      |
| Melhor marca do ano  | Melhor marca do ano (World leading)          | Recorde asiático      | Recorde asiático (Asian)              | DNS                        | Não largou (Did not start)                |   |                                      |
| Recorde nacional     | Recorde nacional (National record)           | Recorde europeu       | Recorde europeu (European)            | DNF                        | Não terminou (Did not finish)             |   |                                      |
| Recorde pessoal      | Recorde pessoal do atleta (Personal best)    | Recorde da Oceania    | Recorde da Oceania (Oceania)          | DSQ / DQ                   | Desclassificado (Disqualified)            |   |                                      |
| Recorde da temporada | Recorde da temporada do atleta (Season best) | Recorde sul-americano | Recorde sul-americano (South America) | NM                         | Sem marca (No mark)                       |   |                                      |